# 제이콥 버터필드
제이곱 루크 버터필드(Jacob Luke Butterfield, 1990년 6월 10일 ~ )는 잉글랜드의 축구 선수이다. 미드필더이며, 멜버른 빅토리에서 활약하고 있다.